# Wittersheim
Wittersheim – miejscowość i gmina we Francji, w regionie Grand Est, w departamencie Dolny Ren.
Według danych na rok 1990 gminę zamieszkiwały 443 osoby, a gęstość zaludnienia wynosiła 63 osób/km² (wśród 903 gmin Alzacji Wittersheim plasuje się na 501. miejscu pod względem liczby ludności, natomiast pod względem powierzchni na miejscu 374.).